# Šimonys
Šimonys is een plaats in de gemeente Kupiškis in het Litouwse district Panevėžys. De plaats telt 441 inwoners (2011).